# Starostín
Starostín – wieś, część miasta Meziměstí w Czechach, w kraju kralovohradeckim.
Leży w zachodniej części Kotliny Broumovskiej, w Sudetach Środkowych. Miejscowość przygraniczna położona na północny zachód od centrum Meziměstí, przy granicy Czech i Polski, wzdłuż rzeki Ścinawki (czes. Stěnava) i drogi Starostín – Meziměstí.
Starostín graniczy z polską wsią Golińsk, do której od strony polskiej prowadzi droga krajowa nr 35. W miejscowości tej do 21 grudnia 2007 r. funkcjonowało drogowe i mrg przejście graniczne Starostín – Golińsk, które na mocy Układu z Schengen zostało zlikwidowane.